# Botanik
| Portal | Portal:Botanik |

Botanikken som begreb blev først brugt af Dioskorides. Ordet kommer af (græsk botaníké [epistémé]: fra botáné = ”foderplante”), og det betegner et videnskabeligt delområde af biologien, hvor man beskæftiger sig med undersøgelse af planteverdenen. Botanik nævnes ofte sammen med eller i modsætning til zoologisk (om dyreriget). Ofte regner man mykologien (svampelæren), lichenologien (læren om lav) og mikrobiologien (læren om mikroberne) med til botanikken, selv om disse videnskaber ikke beskæftiger sig med planter. Det skyldes en gammel tradition, som stammer fra, at botanikerne studerede alle organismer, der ikke blev klassificeret som dyr (der dengang alene var zoologernes domæne). Derfor studerede botanikere alle organismer, der fremstod som ubevægelige, eller som var knyttet til jord. I nutiden vil man anse botanikken for at være studiet af landplanter og alger (fykologi). Studiet omfatter således ca. 400.000 arter, eller – hvis man medregner svampe – mere end 550.000 arter og deres indbyrdes systematik.
Botanikken omfatter udforskningen af planters struktur, stofskifte, vækst, evolutionære udvikling, slægtskabsforhold og systematik, sygdomme, kemiske egenskaber og genetik samt deres deres økologi og den økonomiske udnyttelse af dem. Studiet af menneskers forhold til planter kaldes etnobotanik, mens studiet af planterester, brugt til historiske formål, falder ind under palæobotanik. Aldersbestemmelse og økologi- eller klimastudier gennem studier af træer eller plantefrø kaldes for (dendrokronologi). Botanikkens metode grænser til, eller bruger, fagdiscipliner som biokemi, genetik, geografi og økologi.
Selv om protister, lav, svampe, bakterier og vira ikke regnes under botanikken, giver universitetsstudier i botanik ofte en indledende indføring i disse organismer. Økologisk er botanisk forskning vigtig for vores forståelse af alt liv, jordklodens klima, vand-cykluser og vejrudvikling, samt erosion, og ikke mindst udviklingen af medikamenter indenfor farmacien. Det er etisk mere uproblematisk at forske på planter end på dyr. Østrigeren Gregor Mendel opdagede arvelæren ved studier af bønner, mens Barbara McClintock opdagede genflydning i celler gennem studier af majs. Der findes dog etiske dilemmaer i botanikken, eksempelvis genmanipulation og patentering af madsorter.
Endelig er botanikken af enorm økonomisk værdi, da alt, hvad vi spiser, enten direkte eller indirekte er hentet fra frøplanter. Udviklingen af landbrug krævede indgående kendskab til årstidernes skiften og krydsningsmulighederne af græs-arter (jordbrug), kundskab om giftige planter i forbindelse med husdyrhold, samt vigtige anvendelsesmåder for træer inden skovbruget. Faget agronomi ved landbrugsskoler og -universiteter uddanner landmænd og landbrugskyndige (agronomer), mens forststudiet uddanner skovteknikere og fagfolk til skovdrift. Desuden kræver arbejdet som landskabsarkitekt et godt kendskab til brug af planter i landskabsudformning og landskabspleje.

## Botanikkens historie
I oldtiden beskrev inderne en række træer og planter, og deres egenskaber. I Indien foretog forfatterne af det 4.000 år gamle værk Rig Veda en inddeling af planter i urter, træer og buske, og tænkeren Parashara inddelte desuden planterne i Ekamatrka (enfrøbladede) og Dvimatrka (tofrøbladede). Det tusind år yngre Atharvaveda inddeler planterne i otte klasser ud fra ydre karaktertræk, og dette gruppeantal holdt sig længe i indisk tænkning. Senere opnåede man at «ramme» en del af vore dages anerkendte plantegrupper som følger en synlig (ydre) morfologi, sådan at man opererede med Fabaceae (æteblomster), Rutaceae (citrusfrugter), Brassicaceae (korsblomster), Cucurbitaceae (græskar), Apocynaceae (singrønblomster) og Asteraceae (kurvblomster). Lotusblomsten blev siden et helligt symbol i buddhismen.
I Kina blev den urtebaserede farmaci udviklet skriftligt i De stridende staters tid fra ca. 440 f.Kr. til 221 f.Kr. Den meget kendte medicinske lærebog, Huangdi Neijing fra Han-dynastiet (samtidig med Romerriget) dannede basis for systematisk naturmedicin i Kina i mere end 2.000 år. En meget betydningsfuld, eksperimentel farmaceut var Zhang Zhongjing (150–219), som dannede skole inden for kinesisk medicin frem til vores tid. Efter højmiddelalderen var den kinesiske botanik og naturvidenskab derimod generelt langt mindre nyskabende og eksperimentel.

### Klassisk botanik
I Europa regnes grækeren Theophrastos (371–286 f.Kr.) som botanikkens grundlægger. Han beskrev 500 plantearter i 10-bindsværket Historia Plantarum. Theophrastus' egen lærer, Aristoteles, var også en habil biolog og studerede planter indgående, og begge to skelnede mellem han- og hunplanter. De etablerede verdens første botaniske have i Lykeion. Et gennembrud kom med Pedanius Dioskorides, som i år 60 skrev De Materia Medica, med omtale af 1.000 lægemidler, hvoraf 600 var fra beskrevne planter. Romerne kendte ca. 1.300–1.400 plantearter. Først med udviklingen af mikroskopet i det 17. århundrede nåede den europæiske botanik væsentlige landvindinger, der rakte udover hans standardværk.
Arabisk botanik indledtes med kurderen Ad-Dinawari (828–896), som beskrev 637 planter, deres vækst, blomstring og frugtudvikling i værket Kitâb al-nabât (= ”Planternes bog”). I Andalusien skrev Ibn al-Baitar (–1248) om 1.400 planter til farmaceutisk brug, hvoraf han selv havde opdaget de 300 arter. Biblioteket i arabernes spanske hovedstad, Córdoba havde 660.000 bøger i 775 og europæiske munke valfartede til denne kundskabskilde, men megen systematisk forvirring opstod ved, at centraleuropæerne ikke forstod, at floraen ved Middelhavet og i Nord-Europa var helt forskellig. Den tyske lærde Hildegard von Bingen (1099–1179) forstod det bedre og fokuserede sit botaniske studium på lokale arter som hun gav tyske navne. En virkelig videnskabelig botanik kom derimod først med Hildegards landsmand, Albertus Magnus (1139–1280), som beskrev Europas flora på en måde, som skabte skole for vestlig botanik i århundreder. Med Marco Polo fik europæerne deres første kendskab til bambus, nellikke, ingefær, bomuld, sukkerrør, indigo, rabarber, kamfer, peber og muskatnød.
Renæssancen bragte opdagelsesrejser, som hastigt øgede kendskabet til nye arter, men der blev gjort relativt få videnskabelige fremskridt inden for den analytiske planteforståelse. På denne tid blev systematik en vigtig trend inden for al naturvidenskab, og botaniske (og zoologiske) samlinger kom på mode i Europa. Botaniske haver blev anlagt fra 1544 i Padua, 1545 i Pisa og 1567 i Bologna. Italieneren Luca Ghini (1490–1556) i Pisa pressede og tørrede planter til verdens måske første herbarium.
Listen nedenfor angiver, hvor mange arter, der var kendt og beskrevet med sikkerhed på de forskellige tidspunkter, og den viser de store systematiske fremskridt, som blev gjort i renæssancen:
- 280 f.Kr.: Theophrastos (Gr.) – 500 arter
- 60: Pedanios Dioskorides (Gr.) – 600 arter
- 1240: Ibn al-Baitar (Ar.) – 1.400 arter
- 1532: Otto Brunfels (Ty.) – 800 arter
- 1551: Adam Lonicer (Ty.) – 879 arter
- 1552: Hieronymus Bock (Ty.) – 240 arter
- 1552: Rembert Dodoens (Fr.) – 884 arter
- 1586: Jacques Daléchamps (Fr.) – > 3.000 arter
- 1623: Caspar Bauhin (Ch.) – > 6.000 arter
- 1758: Carl von Linné (Sv.) – 7.700 arter

Renæssancens overvejende tyske botanikere var tydelig inspireret af Dioskorides, men de skrev på både latin og tysk. Tidens ideal var at udgive floraer og give arterne navn. Schweizeren Caspar Bauhin brugte i sin nomenklatur at benævne planter med et navn for slægten fulgt af et for arten, selv om det blev svenskeren Carl von Linné, der fik æren for denne fremgangsmåde. En anden vigtig forsker var schweizeren Conrad Gessner (1516–1565), som brugte planternes blomst og frugt i sin søgen efter slægtskab, og beskrev plantegeografien i Alperne ved at kortlægge floraen i forskellige højdezoner.

### Moderne botanik
Med opdagelsen af mikroskopet blev fokus i højere grad vendt mod fysiologiske og biokemiske studier af planterne. Johannes van Helmont målte vandoptagelsen i træer i løbet af 1640'erne, mens briten Stephen Hales klarlagde planternes fysiologi, masse, tryk, næringsoptagelse og respiration i værket Vegetable Staticks fra 1727. Etter katoffelkrisen i Irland i 1840'erne fik studiet af plantesygdomme og planternes stofskifte ny fart med nyvindinger af blandt andre Joseph Priestley.
Den videnskabelige tilgang til gruppering, identifikation og navngivning af arter kaldes for taksonomi, og den store autoritet på dette felt blev svenskeren Carl von Linné. Han levede i det 18. århundrede, i en periode, hvor kontakten med de nye kolonier bragte mængder af helt nye arter til Europa. Det satte gang i en fornyet udforskning på tidens universiteter. Linné forelæste ved Uppsala Universitet fra 1730, og regnes ofte som taksonomiens far med værket Systema Naturae fra 1735 med 4.400 dyrearter og 7.700 plantearter. Han delte planterne i kongedømmer, klasser, ordener, slægter og arter.
Den schweizisk-franske botaniker Augustin Pyramus de Candolle (1778–1841) satte Darwin på sporet af evolutionen, og dog kom han aldrig helt væk fra det blindspor, som mentoren Jean-Baptiste de Lamarck skabte med sit syn på udviklingen. Men Candolle havde større betydning som botaniker end som generel evolutionsteoretiker, og havde held til at formulere en alternativ klassifikation i opposition til Linné. Ideen om naturlig udvælgelse stammer fra hans koncept Nature's War, der handler om plantearters indbyrdes konkurrence, og Candolle lagde grunden til den naturlige systematik – fylogenien.
I det 20. århundrede gennemgik systematikken en rivende udvikling, og placeringen af arter i grupper, baseret på et formodet slægtskap, undergik både udvikling og store revisioner. Ofte var de botaniske ”systemer” enkeltmandsarbejde, hvor det sidste er Cronquist-systemet fra 1981, som blev formuleret af den amerikanske forsker Arthur J. Cronquist (1919–1992). Med basis i genetikken og ved betydelig anvendelse af DNA-studier er systematikken blevet mere kompliceret og eksakt, og den bliver i dag udforsket i et forskerfællesskab, hvor amerikanske, britiske og svenske universiteter står centralt, og som kaldes Angiosperm Phylogeny Group. Med APG III systemet (2009) har botanikken præsenteret sin foreløbigt seneste, systematiske helhedsgruppering af blomsterplanterne.

## Fagområder
I tidens løb er der udviklet fire delområder, som beskæftiger sig med forskellige spørgsmål og metoder inden for faget:
- Plantemorfologi – udforskning af planternes struktur og form med følgende underafdelinger
  - Morfologi – planternes ydre opbygning (den egentlige morfologi)
  - Anatomi – planternes indre opbygning
  - Histologi – vævslære
  - Cytologi – cellestruktur

- Plantefysiologi – udforskning af planternes generelle funktioner med følgende underafdelinger
  - Stofskiftefysiologi – planters stofskifte
  - Påvirknings- og bevægelsesfysiologi – planters reaktioner på ydre påvirkninger
  - Udviklingsfysiologi – planters vækst- og udviklingsfunktioner
  - Økofysiologi hos planter – planternes tilpasninger til gunstige eller ugunstige miljøer

- Planterigets systematik – beskrivelse og ordning af planteverdenen med følgende underafdelinger
  - Botanisk taksonomi – inddeling af planter efter bestemte træk
  - Palæobotanik – udforskning af fortidige planter

- Geobotanik – udforskning af planter under økologiske synsvinkler med følgende underafdelinger
  - Vegetationslære (også kaldet Plantesociologi eller Phytocoenologi) – plantedækkets opbygning og struktur
  - Plantegeografi eller korologi – planteslægternes udbredelse
  - Planteøkologi – planters og plantesamfunds forhold til deres miljø

### Floraer og botaniske databaser
- Den virtuelle floraen – Naturhistoriska Riksmuseet (svensk)
- Flower gardens: Plant
- The Virtual Library of Botany
- Catholic University of Leuven: Information om planter og billeder af dem i høj kvalitet
- Curtis's Botanical Magazine Arkiveret 1. juli 2007 hos  Wayback Machine
- Henry John Elwes og Augustine Henry: The Trees Of Great Britain and Ireland Arkiveret 22. juli 2007 hos  Wayback Machine 1906–1913
- Botanik-Datenbank – tysksproget materialesamling
- Plant Directory Arkiveret 27. april 2009 hos  Wayback Machine – tysksproget materialesamling
- USDAs database over planter
- The Linnean Society of London: Hjemmeside
- University of Texas: Native Plant Information Network
- Indeks over planter Arkiveret 21. november 2011 hos  Wayback Machine